# شهرستان مدیسون (تگزاس)
شهرستان مدیسون، تگزاس (به انگلیسی: Madison County, Texas) یک سکونتگاه مسکونی در ایالات متحده آمریکا است که در تگزاس واقع شده‌است.

## خصوصیات
شهرستان مدیسون ۱٬۲۲۲٫۴۸ کیلومترمربع مساحت دارد.